# Lục Bình
Lục Bình là một xã thuộc huyện Bạch Thông, tỉnh Bắc Kạn, Việt Nam.

## Địa lý
Xã Lục Bình có vị trí địa lý:
- Phía bắc giáp xã Vi Hương và xã Tân Tú
- Phía đông giáp xã Tân Tú và xã Quân Hà
- Phía nam giáp xã Quân Hà
- Phía tây giáp xã Đôn Phong.

Xã Lục Bình có diện tích 28,69 km², dân số năm 2019 là 2.260 người, mật độ dân số đạt 79 người/km².
Trên địa bàn Lục Bình có suối Cao Lộc, suối Lủng Chang và suối Bản Piềng hợp lưu thành suối Lục Bình, một phụ lưu của sông Cẩm Giàng.

## Hành chính
Xã Lục Bình được chia thành 8 bản: Nam Lanh Chang, Bắc Lanh Chang, Nà Nghịu, Bản Piềng, Pác Chang, Lủng Chang, Nà Chuông, Cao Lộc.

## Giáo dục
Xã có một trường Tiểu học và một trường Mầm non (cả 02 trường đều đạt chuẩn quốc gia mức độ I). 02 nhà trường và UBND xã đều đặt tại thôn Bắc Lanh Chang.